# Asia Times
Asia Times (in cinese: 亞洲時報) è un'agenzia di stampa e un sito web in lingua inglese, che pubblica notizie di politica, economia, attualità e cultura con riferimento al continente asiatico. 
La sua sede è a Hong Kong.
Al 2020, Asia Times pubblica contenuti nelle seguenti lingue: inglese, arabo, cinese tradizionale e semplificato, filippino, indonesiano, coreano e vietnamita. Quattordici anni prima, il The New York Times ha recensito molto positivamente la versione attuale dell'agenzia-stampa Asia Times per la sua attività di servizio.

## Storia
Nel '95, il magnate dei media thailandese Sondhi Limthongkul, ex vertice dell'Alleanza Popolare per la Democrazia, fondò a Bangkok il giornale a stampa chiamato Asia Times, che cessò di esistere il 26 giugno 1997, una settimana prima che la svalutazione del baht thailandese scatenasse la crisi finanziaria asiatica. Due anni più tardi, fu lanciato il sito omonimo, che rimase di aspetto sostanzialmente invariato fino al 2016.
Un gruppo di ex giornalisti del quotidiano soppresso decise di dare vita a Asia Times Online come continuazione ideale dello storico giornale a stampa.Si verificò anche un passaggio del timone al nuovo editore Uwe Parpart e alla direzione di Cecil Ho, ex direttore finanziario di ReOrient Group Limited.
Fra il 3 luglio 2014 e il 24 febbraio 2015 fu perfezionato il trasferimento della titolarità del marchio Asia Times al nuovo editore Asia Times Holdings Limited, denominazione registrata a Hong Kong, con relativo seriale e identificazione del font. Asia Times era già in uso dal gennaio del 1999.
Nel febbraio del 2019, il dominio assunse il prefisso www (www.asiatimes.com), cambiò nuovamente design rispetto al restyling di tre anni prima e debuttò in una versione multilingue.
Fra i suoi giornalisti di rilievo storico, si ricordano l'editorialista conservatore Oswald Spengler (1880-1936); l'architetto urbanista Henry C K Liu, portavoce di un gruppo finanziario newyorkese.; il giornalista brasiliano Pepe Escobar (n. 1954), curatore della rubrica The Roving Eye, analista dei media finanziati dai governi russi (l'emittente radiotelevisiva RT e l'agenzia Sputnik), iraniani (Press TV) e del Qatar (Al Jazeera), che dai primi anni '90 si è occupato di Medio Oriente e Afghanistan.